# Pearl Harbor: Shadows over Oahu
Pearl Harbor: Shadows over Oahu (ou Pearl Harbor: Attack! Attack!) est un jeu vidéo de combat aérien développé par ASYLUM Games et édité par Activision, sorti en 2001 sur Windows. 